# Qaşaltı Qaraqoyunlu
Qaşaltı Qaraqoyunlu (azerbaijaniK’ashyltygharakoyunlu) är en ort i Azerbajdzjan.   Den ligger i distriktet Goranboj, i den centrala delen av landet, 260 km väster om huvudstaden Baku. Qaşaltı Qaraqoyunlu ligger 335 meter över havet och antalet invånare är 721.
Terrängen runt Qaşaltı Qaraqoyunlu är kuperad åt sydväst, men åt nordost är den platt. Närmaste större samhälle är Naftalan, 4,2 km nordost om Qaşaltı Qaraqoyunlu.
Omgivningarna runt Qaşaltı Qaraqoyunlu är i huvudsak ett öppet busklandskap. Runt Qaşaltı Qaraqoyunlu är det ganska tätbefolkat, med 149 invånare per kvadratkilometer.